# Gam (Namibia)
Gam ist eine Ansiedlung in der Region Otjozondjupa in Namibia. Sie liegt etwa 400 Kilometer nordöstlich von Gobabis und 100 Kilometer von Tsumkwe im gleichnamigen Wahlkreis. Gam wurde 1994 als Erstaufnahmestelle für die Rückkehr von Flüchtlingen aus Botswana eingerichtet, die vor allem während des Aufstands der Herero und Nama zwischen 1904 und 1908 geflohen sind. Heute hat Gam weniger als 5000 Einwohner.
Die informelle Ansiedlung verfügt über kaum öffentliche Einrichtungen. Eine Klinik stellt die medizinische Grundversorgung sicher. Mit der Außenwelt ist das Gebiet nur durch den Hörfunksender NBC Omurari FM verbunden. Es gibt eine Schule. Die Stromversorgung wird durch eine Photovoltaikanlage sichergestellt.